# Puivert

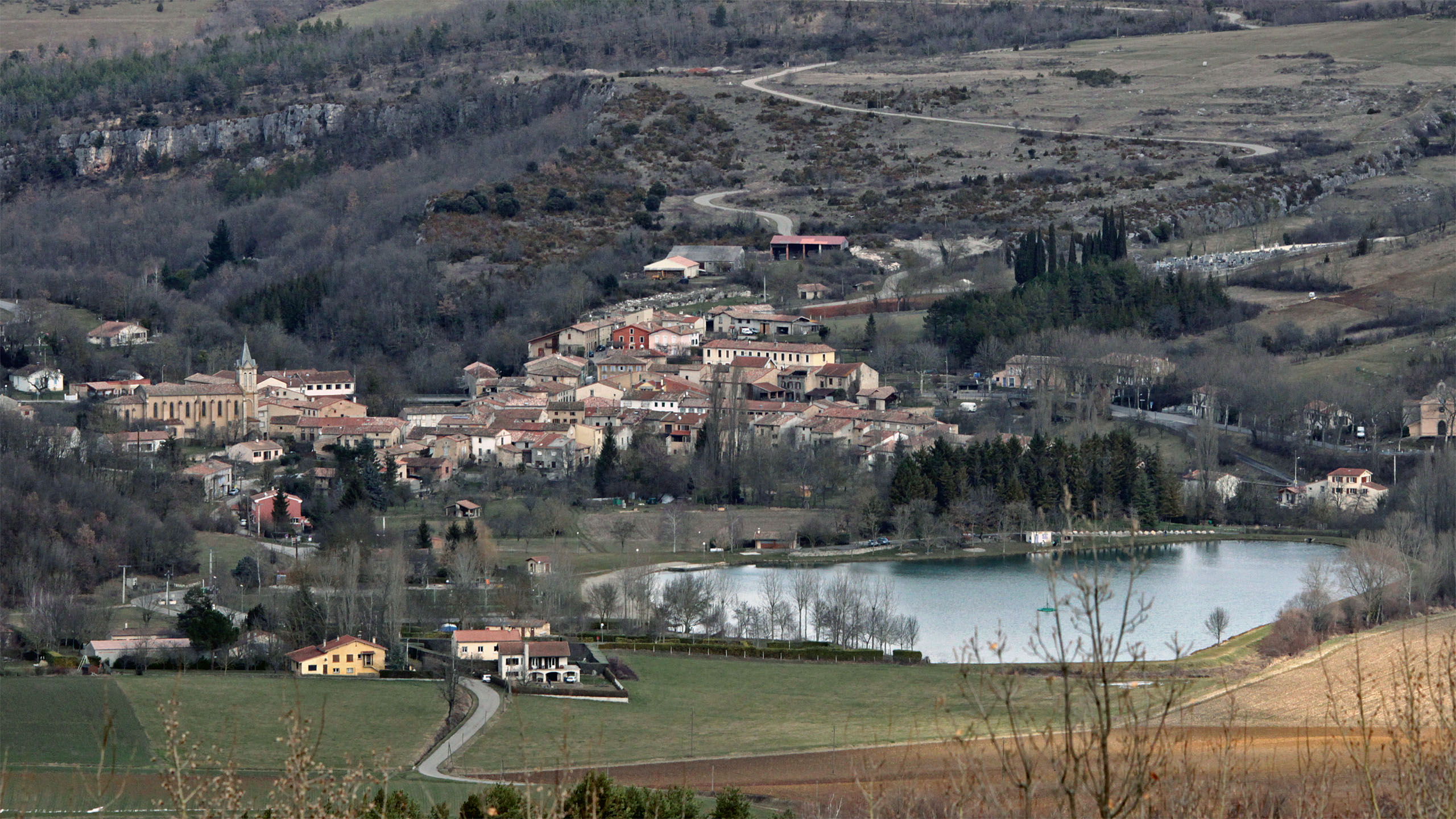

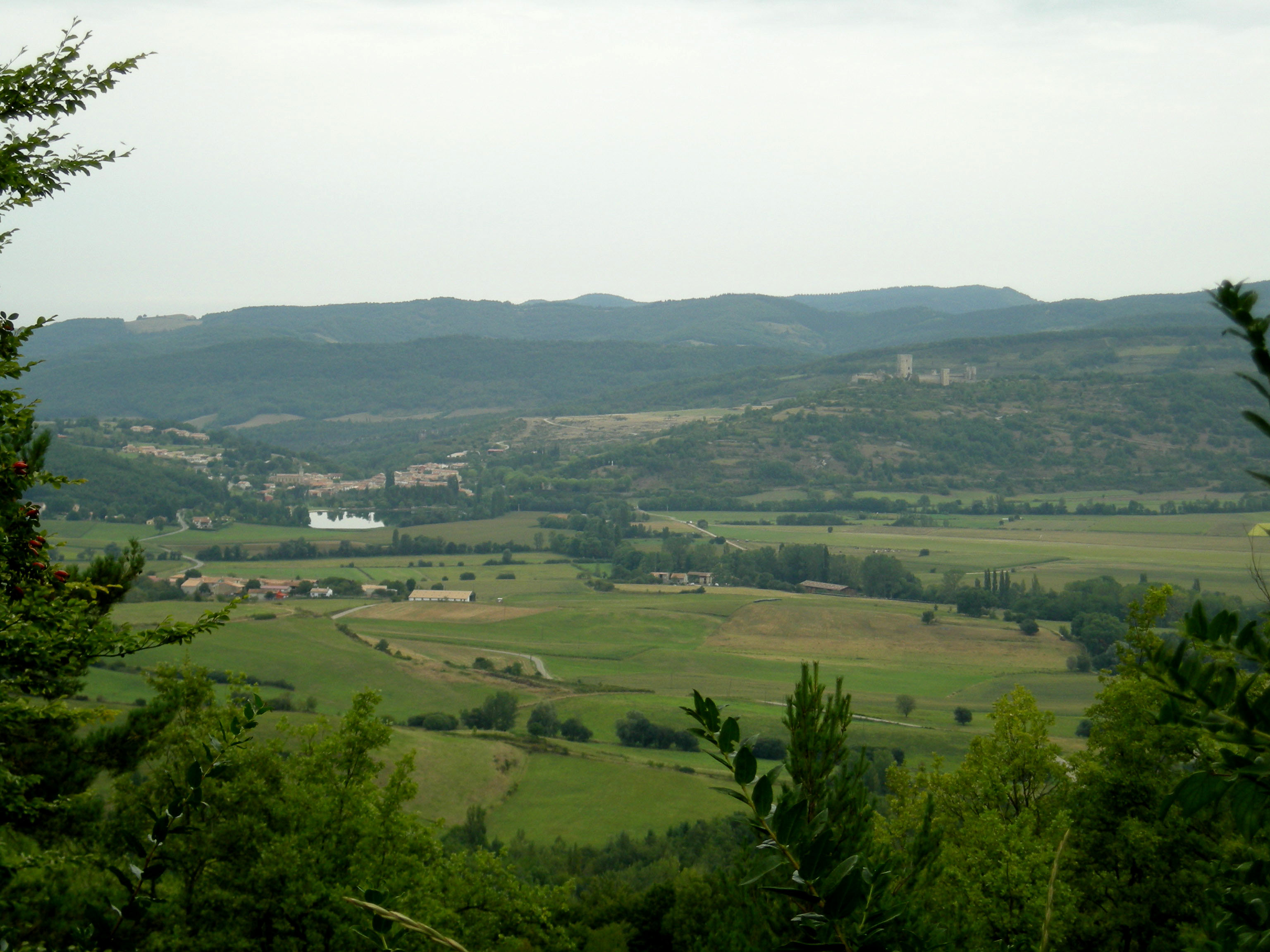
Un puits de verdure dans les montagnes.

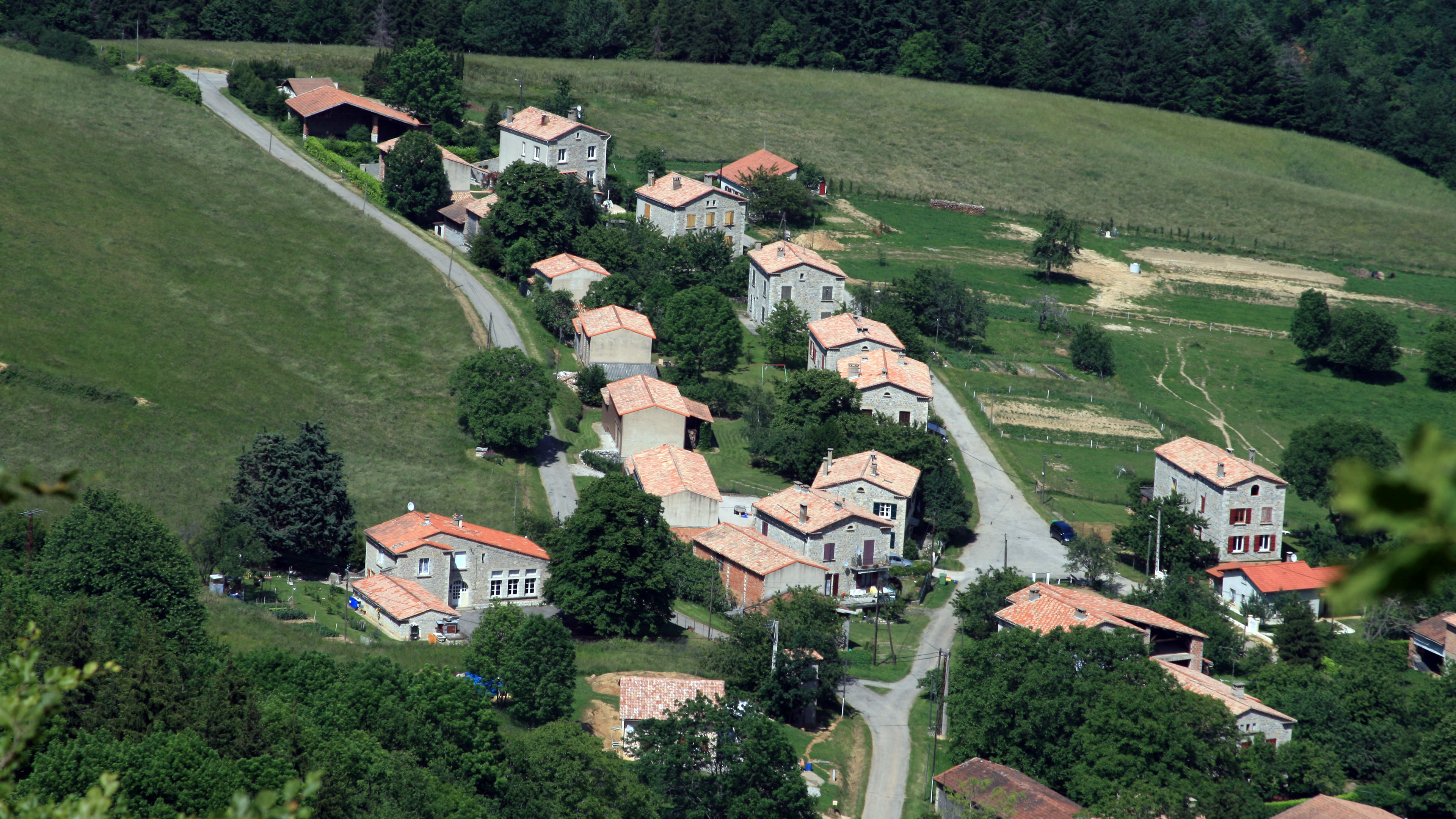
Le hameau de Lescale.

Puivert  (en occitan Puègverd) est une commune française, située dans le sud-ouest du département de l'Aude en région Occitanie. Ses habitants sont appelés les Puivertains.
Sur le plan historique et culturel, la commune fait partie du Razès, un pays historiquement très étendu, qui ne se résume aujourd'hui qu'aux collines de la Malepère et au bas Razès au centre et au sud, limité par le pays de Sault. Exposée à un climat océanique altéré, elle est drainée par le Blau, le ruisseau de Fa, le ruisseau des Mouillères et par divers autres petits cours d'eau. La commune possède un patrimoine naturel remarquable : un site Natura 2000 (le « pays de Sault ») et quatre zones naturelles d'intérêt écologique, faunistique et floristique.
Puivert est une commune rurale qui compte 461 habitants en 2022, après avoir connu un pic de population de 1 971 habitants en 1846. Ses habitants sont appelés les Puivertains ou  Puivertaines.
Le patrimoine architectural de la commune comprend un immeuble protégé au titre des monuments historiques : le château, classé en 1907.

## Géographie
La localité est au pied des Pyrénées en pays cathare.

### Localisation
Puivert est située entre le Razès au nord et le Pays de Sault au sud. Elle a fait partie du Quercorb, petite région naturelle du Languedoc.
Les grandes villes les plus proches par la route sont : Foix (43 km), Lavelanet (20 km), Mirepoix (28 km), Quillan (16 km), Limoux (33 km) et Carcassonne (57 km).
Les communes limitrophes sont  Belvis, Espezel, Festes-et-Saint-André, Nébias, Quillan, Rivel, Roquefeuil, Saint-Jean-de-Paracol, Val-du-Faby et Villefort.
Les communes limitrophes sont :
|                                 | Villefort       | Festes-et-Saint-André, Saint-Jean-de-Paracol |
| Rivel                           | Puivert         | Val-du-Faby, Quillan                         |
| Roquefeuil (par un quadripoint) | Espezel, Belvis | Nébias                                       |

### Hydrographie
La commune est pour partie dans le bassin de la Garonne, au sein du bassin hydrographique Adour-Garonne, et pour partie dans la région hydrographique « Côtiers méditerranéens », au sein du bassin hydrographique Rhône-Méditerranée-Corse. Elle est drainée par le Blau, le ruisseau de Fa, le ruisseau des Mouillères, Faby, le ruisseau de Gauzières, le ruisseau de la Gaychère, le ruisseau de Lapeyrousse, le ruisseau des Tougnets et par divers petits cours d'eau, qui constituent un réseau hydrographique de 51 km de longueur totale,.
Le Blau, d'une longueur totale de 16,18 km, prend sa source dans la commune de Belvis et s'écoule vers le nord. Il traverse la commune et se jette dans l'Hers-Vif à Chalabre, après avoir traversé 4 communes.
Le ruisseau de Fa, d'une longueur totale de 14,2 km, prend sa source dans la commune de Saint-Jean-de-Paracol et s'écoule d'ouest en est. Il traverse la commune et se jette dans l'Aude à Espéraza, après avoir traversé 4 communes.

### Climat
Pour des articles plus généraux, voir Climat de l'Occitanie et Climat de l'Aude.
En 2010, le climat de la commune est de type climat océanique altéré, selon une étude s'appuyant sur une série de données couvrant la période 1971-2000. En 2020, Météo-France publie une typologie des climats de la France métropolitaine dans laquelle la commune est exposée à un climat de montagne ou de marges de montagne et est dans la région climatique Pyrénées orientales, caractérisée par une faible pluviométrie, un très bon ensoleillement (2 600 h/an), un air sec, particulièrement en hiver et peu de brouillards.
Pour la période 1971-2000, la température annuelle moyenne est de 11,8 °C, avec une amplitude thermique annuelle de 14,6 °C. Le cumul annuel moyen de précipitations est de 951 mm, avec 9,9 jours de précipitations en janvier et 6,4 jours en juillet. Pour la période 1991-2020, la température moyenne annuelle observée sur la station météorologique la plus proche, située sur la commune de Saint-Benoît à 11 km à vol d'oiseau, est de 12,5 °C et le cumul annuel moyen de précipitations est de 900,5 mm,. Pour l'avenir, les paramètres climatiques de la commune estimés pour 2050 selon différents scénarios d'émission de gaz à effet de serre sont consultables sur un site dédié publié par Météo-France en novembre 2022.

### Milieux naturels et biodiversité

#### Réseau Natura 2000

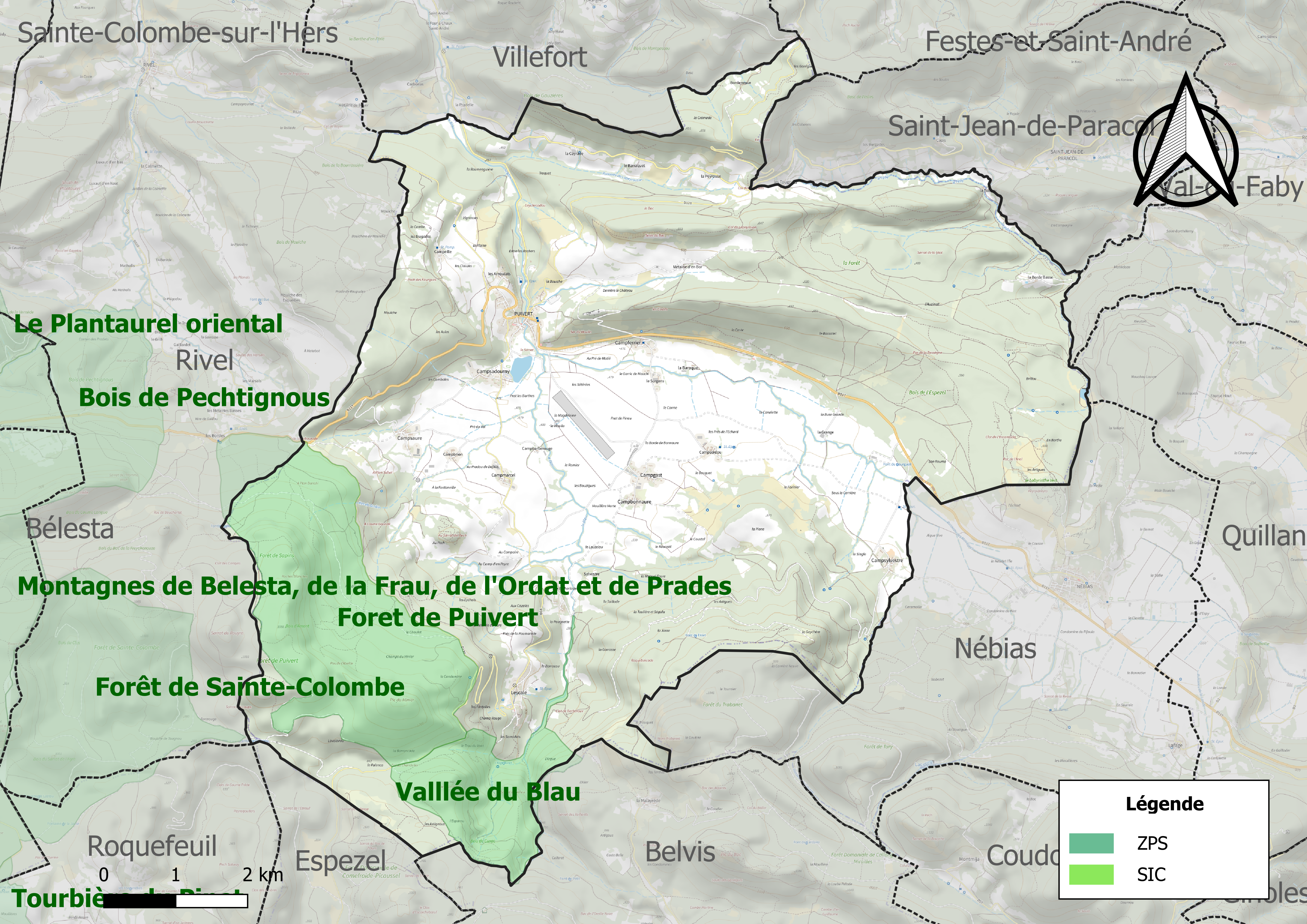
Sites Natura 2000 sur le territoire communal.

Le réseau Natura 2000 est un réseau écologique européen de sites naturels d'intérêt écologique élaboré à partir des directives habitats et oiseaux, constitué de zones spéciales de conservation (ZSC) et de zones de protection spéciale (ZPS).
Un site Natura 2000 a été défini sur la commune au titre  de la directive oiseaux : le « pays de Sault », d'une superficie de 71 499 ha, présentant une grande diversité d'habitats pour les oiseaux. On y rencontre donc aussi bien les diverses espèces de rapaces rupestres, en particulier les vautours dont les populations sont en augmentation, que les passereaux des milieux ouverts (bruant ortolan, alouette lulu) et des espèces forestières comme le pic noir.

#### Zones naturelles d'intérêt écologique, faunistique et floristique
L’inventaire des zones naturelles d'intérêt écologique, faunistique et floristique (ZNIEFF) a pour objectif de réaliser une couverture des zones les plus intéressantes sur le plan écologique, essentiellement dans la perspective d’améliorer la connaissance du patrimoine naturel national et de fournir aux différents décideurs un outil d’aide à la prise en compte de l’environnement dans l’aménagement du territoire.
Deux ZNIEFF de type 1 sont recensées sur la commune :
la « foret de Puivert » (468 ha), couvrant 2 communes du département, et 
la « valllée du Blau » (157 ha), couvrant 2 communes du département
et deux ZNIEFF de type 2, : 
- le « grand plateau de Sault » (17 962 ha), couvrant 21 communes dont 3 dans l'Ariège et 18 dans l'Aude[19] ;
- le « plateau de Puivert » (8 514 ha), couvrant 11 communes du département[20].

Carte des ZNIEFF de type 1 et 2 à Puivert.
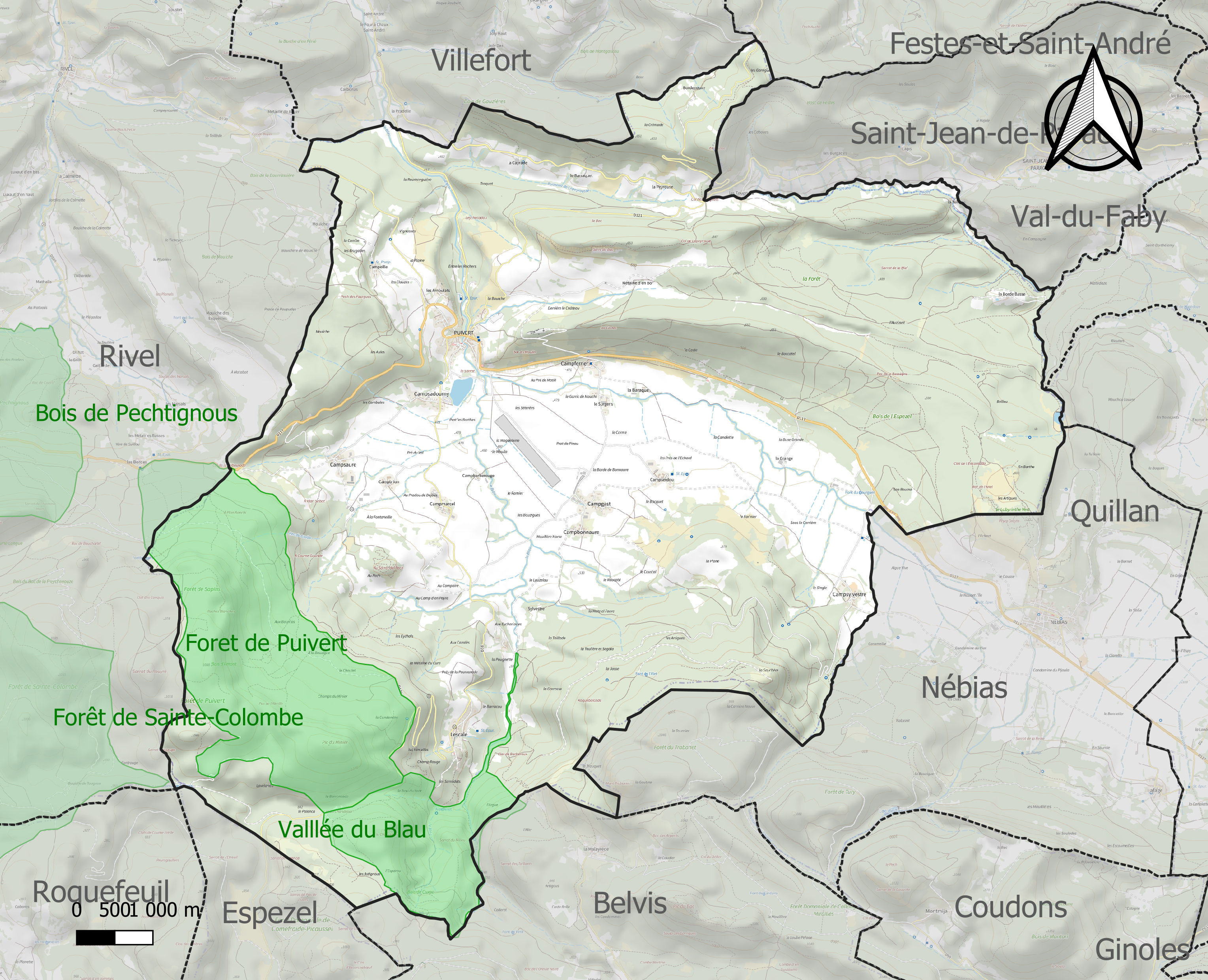
Carte des ZNIEFF de type 1 sur la commune.
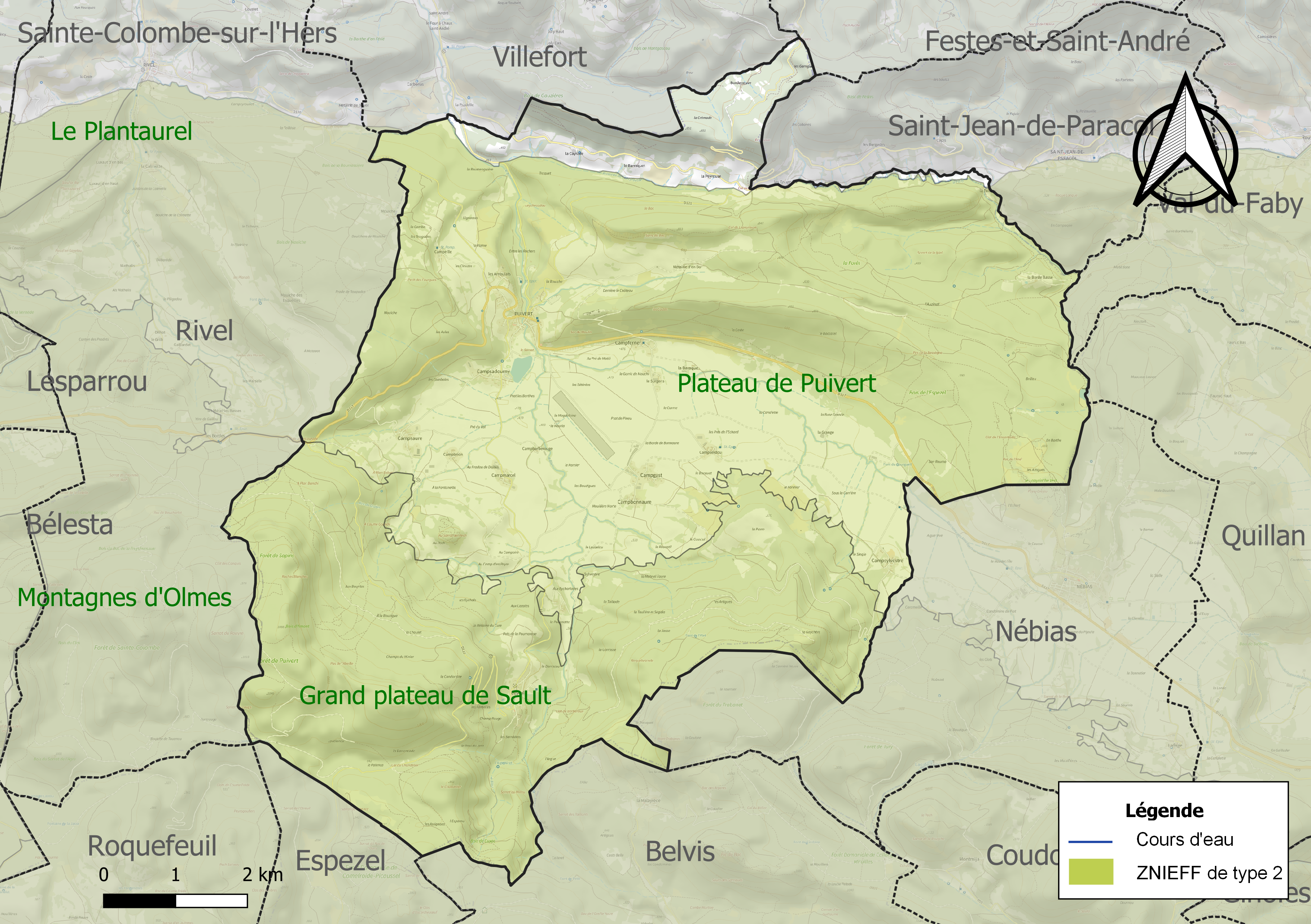
Carte des ZNIEFF de type 2 sur la commune.

## Urbanisme

### Typologie
Au 1er janvier 2024, Puivert est catégorisée commune rurale à habitat très dispersé, selon la nouvelle grille communale de densité à 7 niveaux définie par l'Insee en 2022.
Elle est située hors unité urbaine et hors attraction des villes,.

### Occupation des sols
L'occupation des sols de la commune, telle qu'elle ressort de la base de données européenne d’occupation biophysique des sols Corine Land Cover (CLC), est marquée par l'importance des forêts et milieux semi-naturels (65,6 % en 2018), une proportion identique à celle de 1990 (65,6 %). La répartition détaillée en 2018 est la suivante : 
forêts (64,2 %), zones agricoles hétérogènes (14,1 %), prairies (13 %), terres arables (6,6 %), milieux à végétation arbustive et/ou herbacée (1,4 %), zones urbanisées (0,6 %). L'évolution de l’occupation des sols de la commune et de ses infrastructures peut être observée sur les différentes représentations cartographiques du territoire : la carte de Cassini (XVIIIe siècle), la carte d'état-major (1820-1866) et les cartes ou photos aériennes de l'IGN pour la période actuelle (1950 à aujourd'hui).

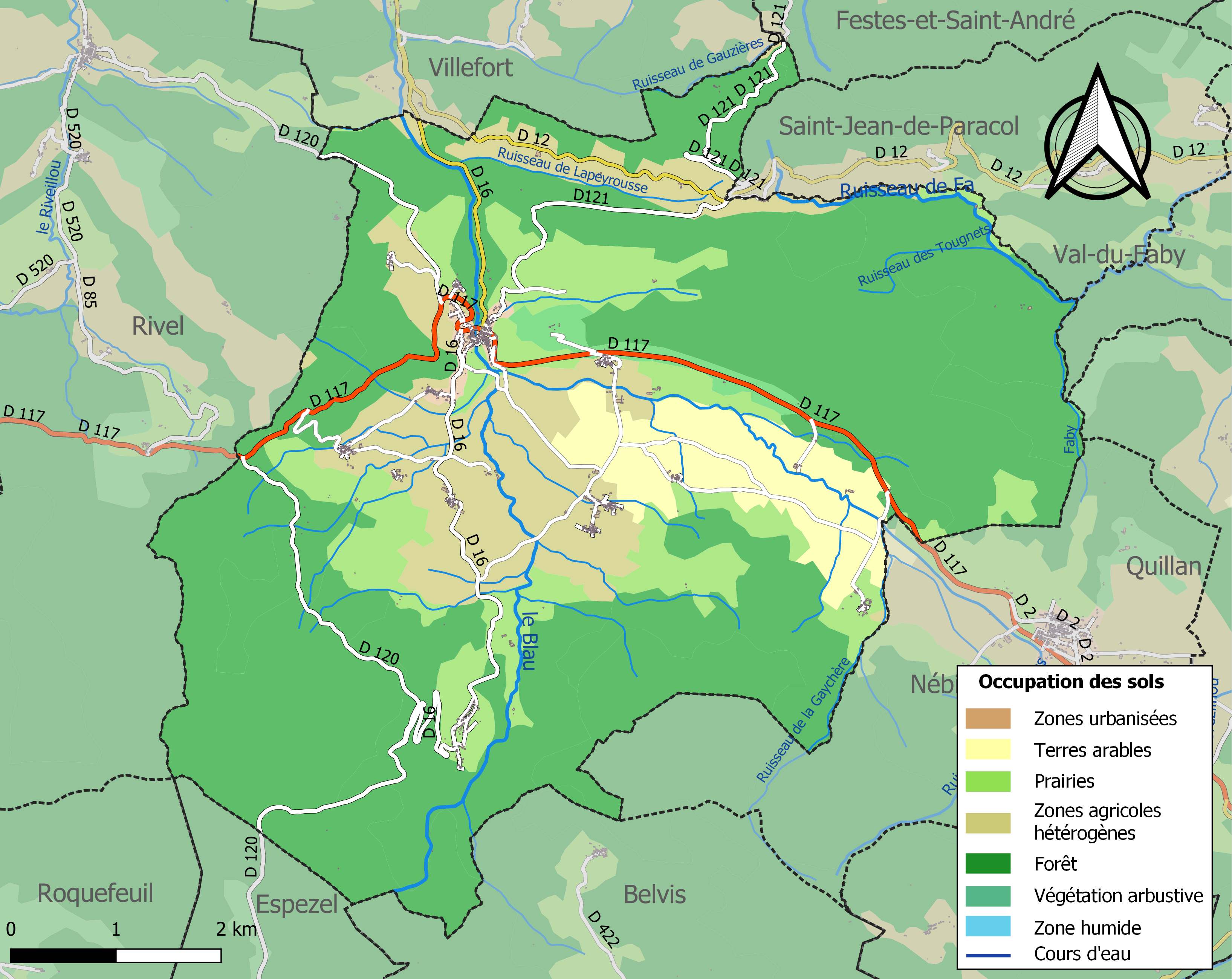
Carte des infrastructures et de l'occupation des sols de la commune en 2018 (CLC).

### Risques majeurs
Le territoire de la commune de Puivert est vulnérable à différents aléas naturels : météorologiques (tempête, orage, neige, grand froid, canicule ou sécheresse), inondations et séisme (sismicité modérée). Un site publié par le BRGM permet d'évaluer simplement et rapidement les risques d'un bien localisé soit par son adresse soit par le numéro de sa parcelle.
Certaines parties du territoire communal sont susceptibles d’être affectées par le risque d’inondation par débordement de cours d'eau, notamment le ruisseau de Glandes. La commune a été reconnue en état de catastrophe naturelle au titre des dommages causés par les inondations et coulées de boue survenues en 1982, 1992, 1996, 2009 et 2020,.

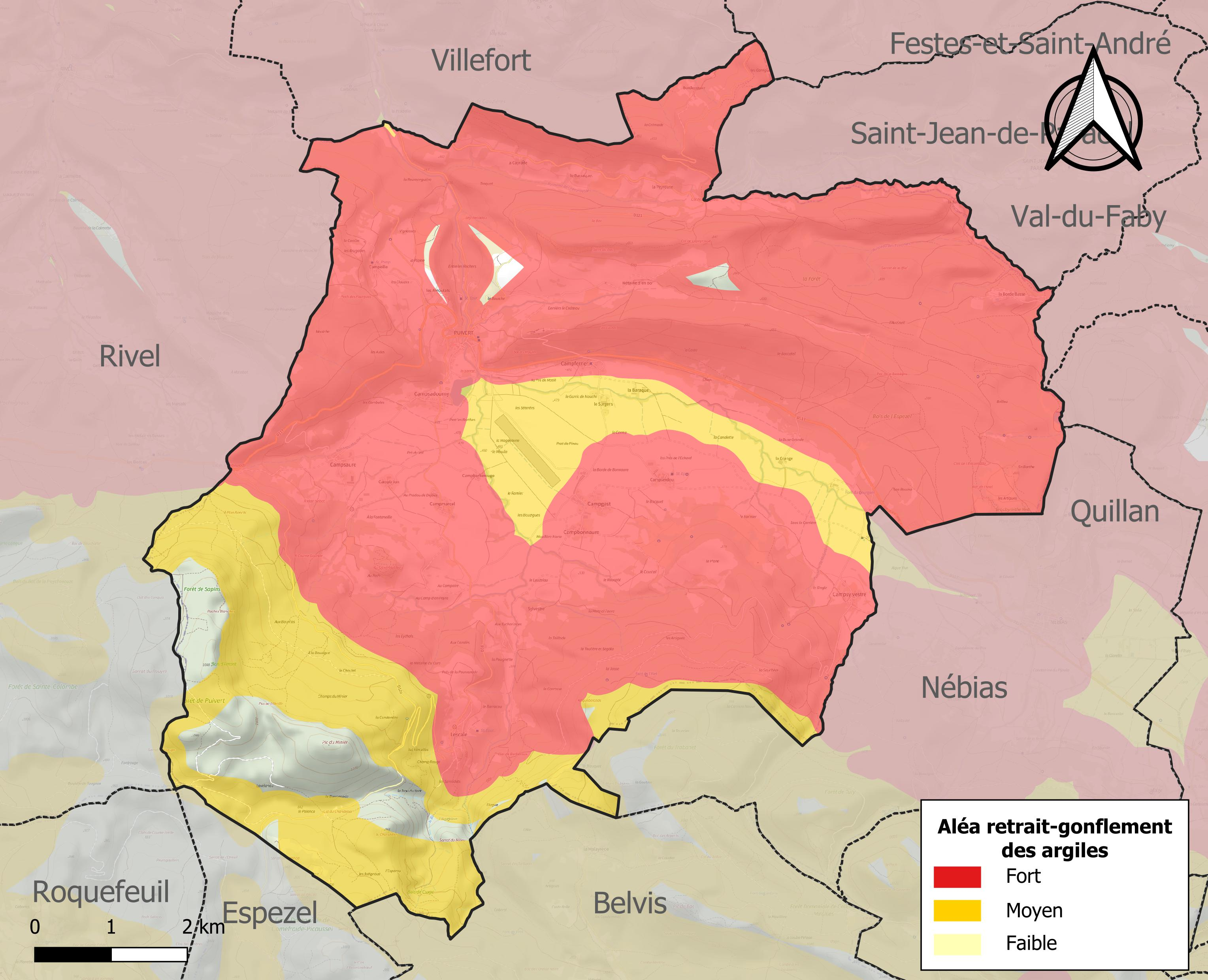
Carte des zones d'aléa retrait-gonflement des sols argileux de Puivert.

Le retrait-gonflement des sols argileux est susceptible d'engendrer des dommages importants aux bâtiments en cas d’alternance de périodes de sécheresse et de pluie. 94,6 % de la superficie communale est en aléa moyen ou fort (75,2 % au niveau départemental et 48,5 % au niveau national). Sur les 482 bâtiments dénombrés sur la commune en 2019, 480 sont en aléa moyen ou fort, soit 100 %, à comparer aux 94 % au niveau départemental et 54 % au niveau national. Une cartographie de l'exposition du territoire national au retrait gonflement des sols argileux est disponible sur le site du BRGM,.

## Histoire
La région passa en 1015 aux mains des comtes de la marche d'Espagne sous la suzeraineté des princes d'Aragon. Puis elle appartient à la famille de Congost.
Le château de Puivert est le rendez-vous des ménestrels et troubadours. En septembre 1171 a lieu une rencontre avec les plus célèbres poètes du temps, notamment : Bernard de Ventadour et Peire d'Auvergne.

« Lors de la croisade Albigeoise, le château sera pris en novembre 1210, après un siège de 3 jours, par Pons de Bruyère (lieutenant de Simon de Montfort). Il y établira son quartier général d’où il dirigera toutes les opérations contre les cathares de la région. Le château devient possession du royaume. 
Le château sera en partie détruit lors de troubles en 1789. »

## Politique et administration

### Liste des maires
| Période                                  | Période  | Identité           | Étiquette  | Qualité                           |
| ---------------------------------------- | -------- | ------------------ | ---------- | --------------------------------- |
| 1789                                     | 1789     | Vincent Viguier    |            |                                   |
| 1789                                     | 1790     | Michel Lafite      |            |                                   |
| 1790                                     | An VIII  | Raymond Potabes    |            |                                   |
| An VIII                                  | An VIII  | Charles Lapenne    |            |                                   |
| An VIII                                  | 1816     | Bernard Lafite     |            |                                   |
| 1816                                     | 1821     | Pierre Aymes       |            |                                   |
| 1821                                     | 1830     | Sulpice Aymes      |            |                                   |
| 1830                                     | 1831     | François Fargues   |            |                                   |
| 1831                                     | 1835     | Jean Astruc        |            |                                   |
| 1835                                     | 1845     | Pierre Poucheret   |            |                                   |
| 1845                                     | 1853     | Jean Astruc        |            |                                   |
| 1853                                     | 1856     | Joseph Baux        |            |                                   |
| 1857                                     | 1860     | François Poucheret |            |                                   |
| 1860                                     | 1876     | Pierre Astruc      |            |                                   |
| 1876                                     | 1876     | Maurice Pic        |            |                                   |
| 1876                                     | 1884     | Jean-B. Ferrier    |            |                                   |
| 1884                                     | 1888     | Jean Marty         |            |                                   |
| 1888                                     | 1904     | Jean-B. Ferrier    |            |                                   |
| 1904                                     | 1919     | Antonin Bennes     |            |                                   |
| 1919                                     | 1925     | Pierre Vauge       |            |                                   |
| 1925                                     | 1935     | Mathieu Roquefort  |            |                                   |
| 1935                                     | 1944     | François Grassaud  |            |                                   |
| 1944                                     | 1971     | Jules Jourda       | Affilié PS | Négociant en fourrage             |
| 1971                                     | 1989     | Osmin Bor          |            |                                   |
| 1989                                     | 1996     | Pierre Jourda      | Affilié PS | retraité de la cimenterie Lafarge |
| 1996                                     | 2001     | Pierre Jouret      |            |                                   |
| 2001                                     | 2014     | Gaston Bouzou      |            |                                   |
| 2014                                     | 2020     | Claude Deloustal   |            |                                   |
| 2020                                     | En cours | Olivier Ferrier    |            | Retraité de la gendarmerie        |
| Les données manquantes sont à compléter. |          |                    |            |                                   |

## Démographie
| 1793  | 1800  | 1806  | 1821  | 1831  | 1836  | 1841  | 1846  | 1851  |
| ----- | ----- | ----- | ----- | ----- | ----- | ----- | ----- | ----- |
| 1 832 | 1 579 | 1 769 | 1 745 | 1 954 | 1 943 | 1 907 | 1 971 | 1 786 |

| 1856  | 1861  | 1866  | 1872  | 1876  | 1881  | 1886  | 1891  | 1896  |
| ----- | ----- | ----- | ----- | ----- | ----- | ----- | ----- | ----- |
| 1 651 | 1 716 | 1 645 | 1 573 | 1 523 | 1 386 | 1 470 | 1 291 | 1 293 |

| 1901  | 1906  | 1911  | 1921  | 1926  | 1931 | 1936 | 1946 | 1954 |
| ----- | ----- | ----- | ----- | ----- | ---- | ---- | ---- | ---- |
| 1 206 | 1 230 | 1 253 | 1 078 | 1 016 | 935  | 866  | 815  | 774  |

| 1962 | 1968 | 1975 | 1982 | 1990 | 1999 | 2006 | 2008 | 2013 |
| ---- | ---- | ---- | ---- | ---- | ---- | ---- | ---- | ---- |
| 721  | 683  | 551  | 552  | 467  | 410  | 486  | 508  | 521  |

| 2018 | 2022 | - | - | - | - | - | - | - |
| ---- | ---- | - | - | - | - | - | - | - |
| 445  | 461  | - | - | - | - | - | - | - |

## Économie

### Revenus
En 2018  (données Insee publiées en septembre 2021), la commune compte 224 ménages fiscaux, regroupant 468 personnes. La médiane du revenu disponible par unité de consommation est de 16 400 € (19 240 € dans le département).

### Emploi
| Division       | 2008   | 2013   | 2018   |
| -------------- | ------ | ------ | ------ |
| Commune        | 7,3 %  | 13,7 % | 12 %   |
| Département    | 10,2 % | 12,8 % | 12,6 % |
| France entière | 8,3 %  | 10 %   | 10 %   |

En 2018, la population âgée de 15 à 64 ans s'élève à 250 personnes, parmi lesquelles on compte 70 % d'actifs (58 % ayant un emploi et 12 % de chômeurs) et 30 % d'inactifs,. En  2018, le taux de chômage communal (au sens du recensement) des 15-64 ans est inférieur à celui du département, mais supérieur à celui de la France, alors qu'en 2008 il était inférieur à celui de la France.
La commune est hors attraction des villes,. Elle compte 72 emplois en 2018, contre 85 en 2013 et 80 en 2008. Le nombre d'actifs ayant un emploi résidant dans la commune est de 147, soit un indicateur de concentration d'emploi de 48,9 % et un taux d'activité parmi les 15 ans ou plus de 44,3 %.
Sur ces 147 actifs de 15 ans ou plus ayant un emploi, 62 travaillent dans la commune, soit 42 % des habitants. Pour se rendre au travail, 80,3 % des habitants utilisent un véhicule personnel ou de fonction à quatre roues, 2,7 % les transports en commun, 4,1 % s'y rendent en deux-roues, à vélo ou à pied et 12,9 % n'ont pas besoin de transport (travail au domicile).

### Activités hors agriculture
66 établissements sont implantés  à Puivert au 31 décembre 2019. Le tableau ci-dessous en détaille le nombre par secteur d'activité et compare les ratios avec ceux du département,.
| Secteur d'activité                                                                                        | Commune | Commune | Département |
| Secteur d'activité                                                                                        | Nombre  | %       | %           |
| --- | ------- | ------- | ----------- |
| Ensemble                                                                                                  | 66      |         |             |
| Industrie manufacturière, industries extractives et autres                                                | 16      | 24,2 %  | (8,8 %)     |
| Construction                                                                                              | 4       | 6,1 %   | (14 %)      |
| Commerce de gros et de détail, transports, hébergement et restauration                                    | 18      | 27,3 %  | (32,3 %)    |
| Information et communication                                                                              | 1       | 1,5 %   | (1,6 %)     |
| Activités immobilières                                                                                    | 2       | 3 %     | (5,2 %)     |
| Activités spécialisées, scientifiques et techniques et activités de services administratifs et de soutien | 10      | 15,2 %  | (13,3 %)    |
| Administration publique, enseignement, santé humaine et action sociale                                    | 4       | 6,1 %   | (13,2 %)    |
| Autres activités de services                                                                              | 11      | 16,7 %  | (8,8 %)     |

Le secteur du commerce de gros et de détail, des transports, de l'hébergement et de la restauration est prépondérant sur la commune puisqu'il représente 27,3 % du nombre total d'établissements de la commune (18 sur les 66 entreprises implantées  à Puivert), contre 32,3 % au niveau départemental.

### Agriculture
La commune est dans le Razès, une petite région agricole occupant l'ouest du département de l'Aude, également dénommée localement « Volvestre et Razès ». En 2020, l'orientation technico-économique de l'agriculture  sur la commune est la polyculture et/ou le polyélevage.
|               | 1988  | 2000 | 2010 | 2020 |
| ------------- | ----- | ---- | ---- | ---- |
| Exploitations | 33    | 20   | 16   | 10   |
| SAU (ha)      | 1 195 | 1109 | 1304 | 1014 |

Le nombre d'exploitations agricoles en activité et ayant leur siège dans la commune est passé de 33 lors du recensement agricole de 1988  à 20 en 2000 puis à 16 en 2010 et enfin à 10 en 2020, soit une baisse de 70 % en 32 ans. Le même mouvement est observé à l'échelle du département qui a perdu pendant cette période 60 % de ses exploitations,. La surface agricole utilisée sur la commune a également diminué, passant de 1 195 ha en 1988 à 1 014 ha en 2020. Parallèlement la surface agricole utilisée moyenne par exploitation a augmenté, passant de 36 à 101 ha.

## Culture locale et patrimoine

### Lieux et monuments
- Château de Puivert, ancienne forteresse cathare
- Lac
- Église Saint-Étienne de l'Escale.
- Église Saint-Marcel de Puivert.
- Chapelle Notre-Dame-de-Bon-Secours de Puivert.
- Musée du Quercorb (arts, traditions, instruments de musique médiévaux)
- Col de la Babourade, col du Chandelier et col des Tougnets.
- Maquis de Picaussel. En août 1944 les troupes allemandes qui traquent le maquis incendient le hameau de Lescale.

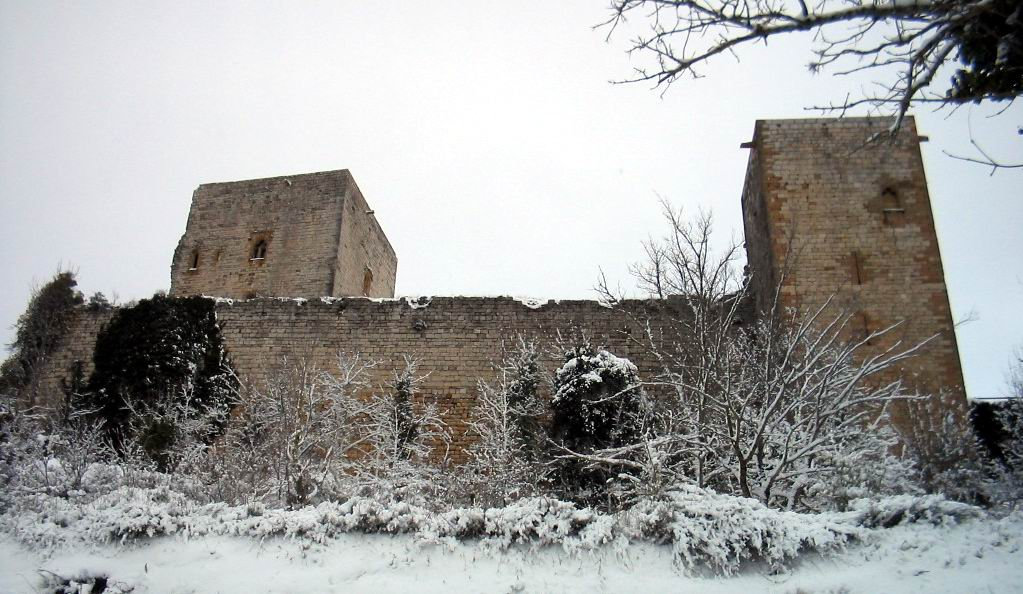
Château de Puivert
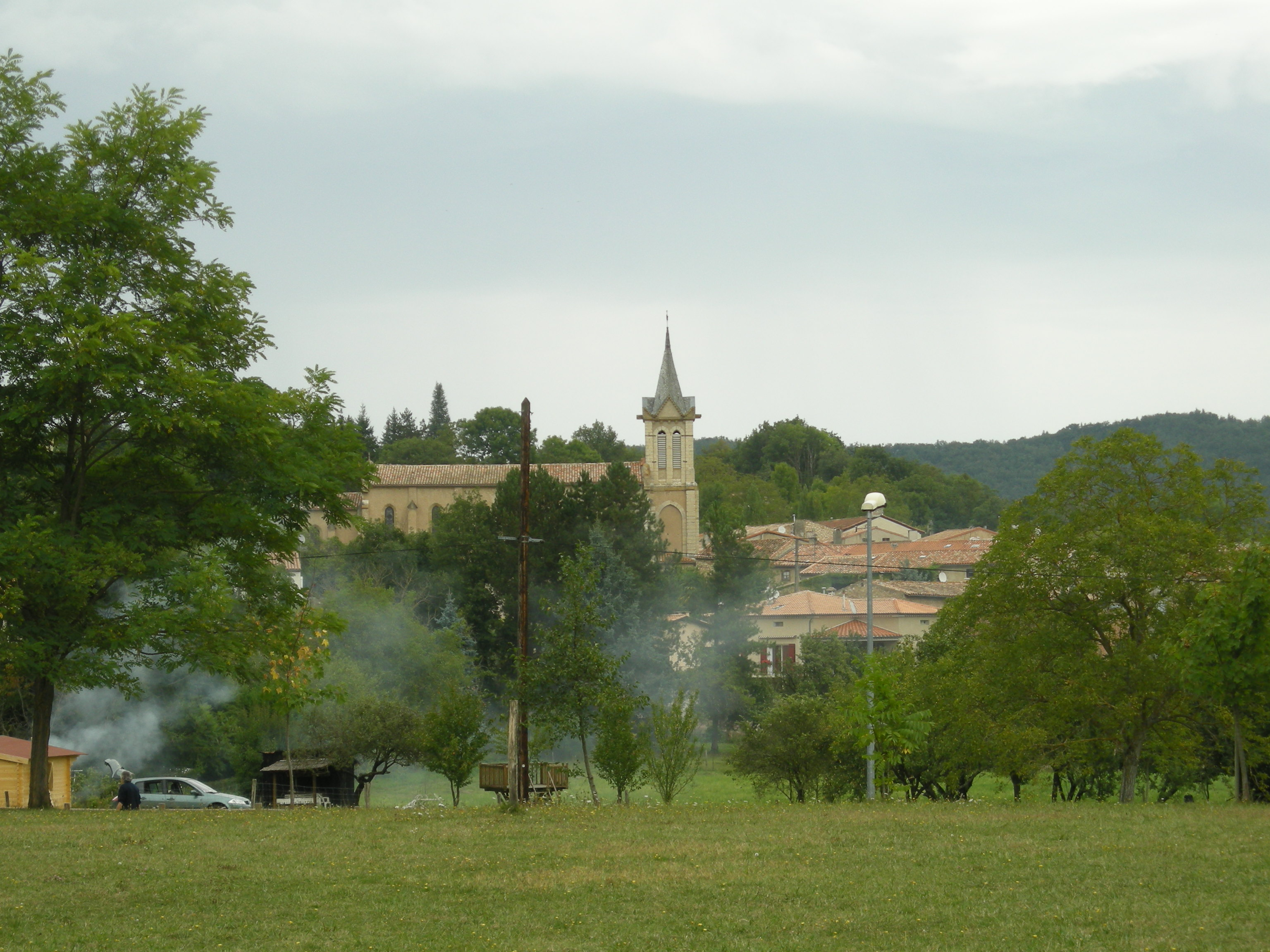
L'église.
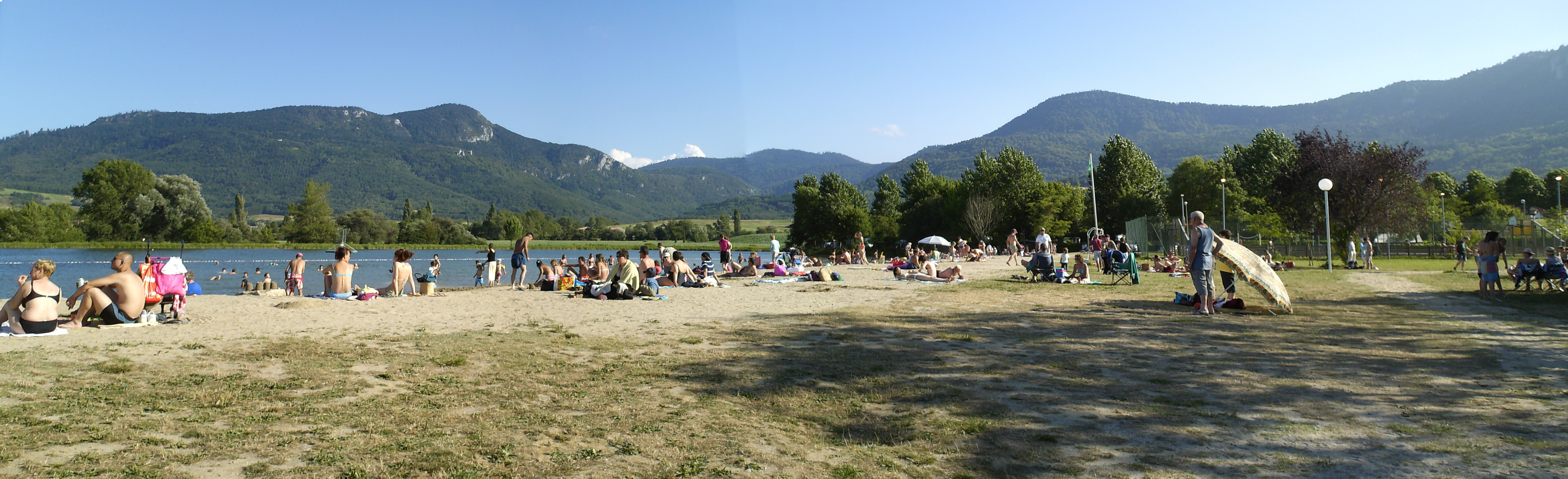
Lac.
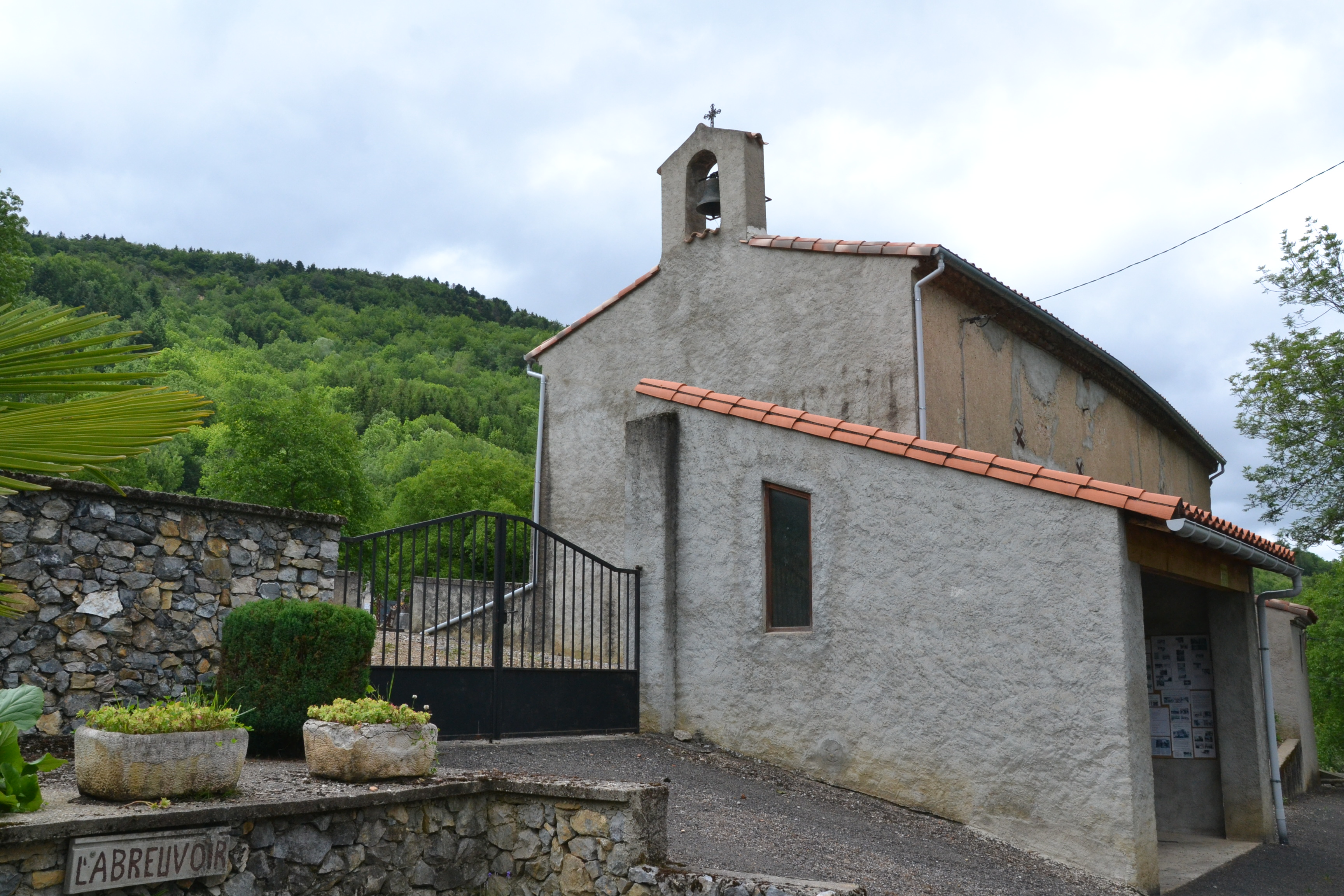
Église Saint-Étienne de l'Escale
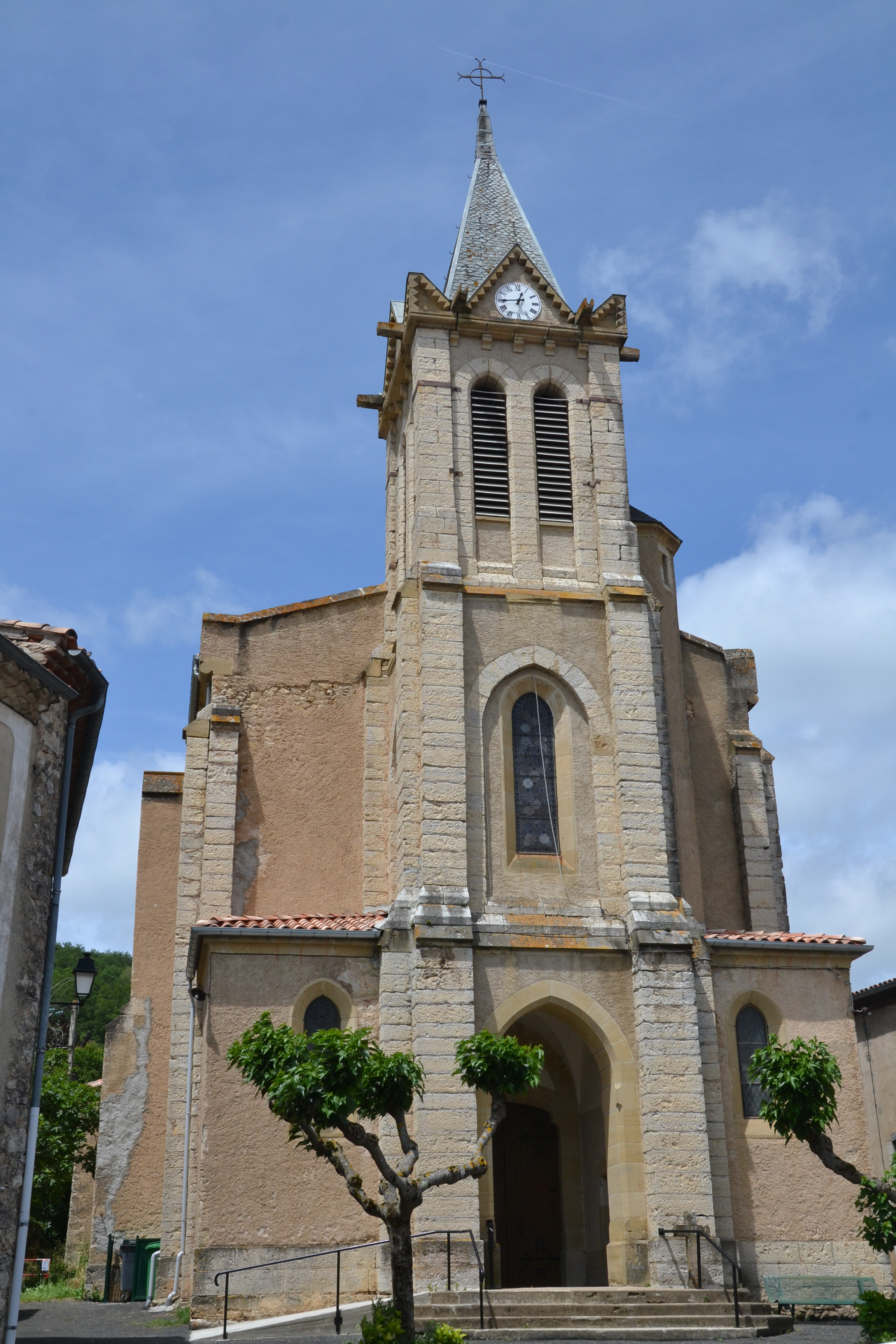
Église Saint-Marcel de Puivert
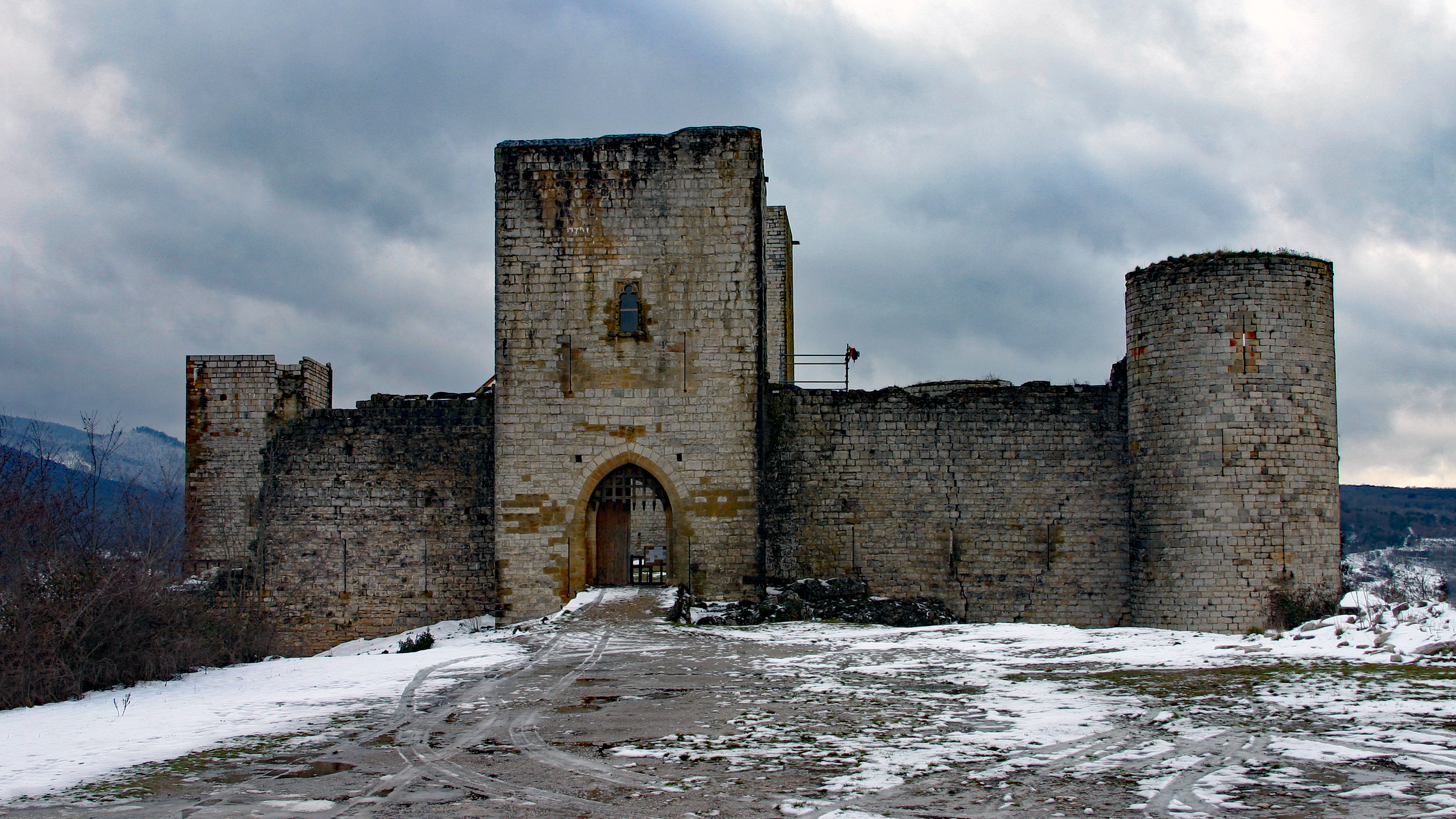
Neige sur le château
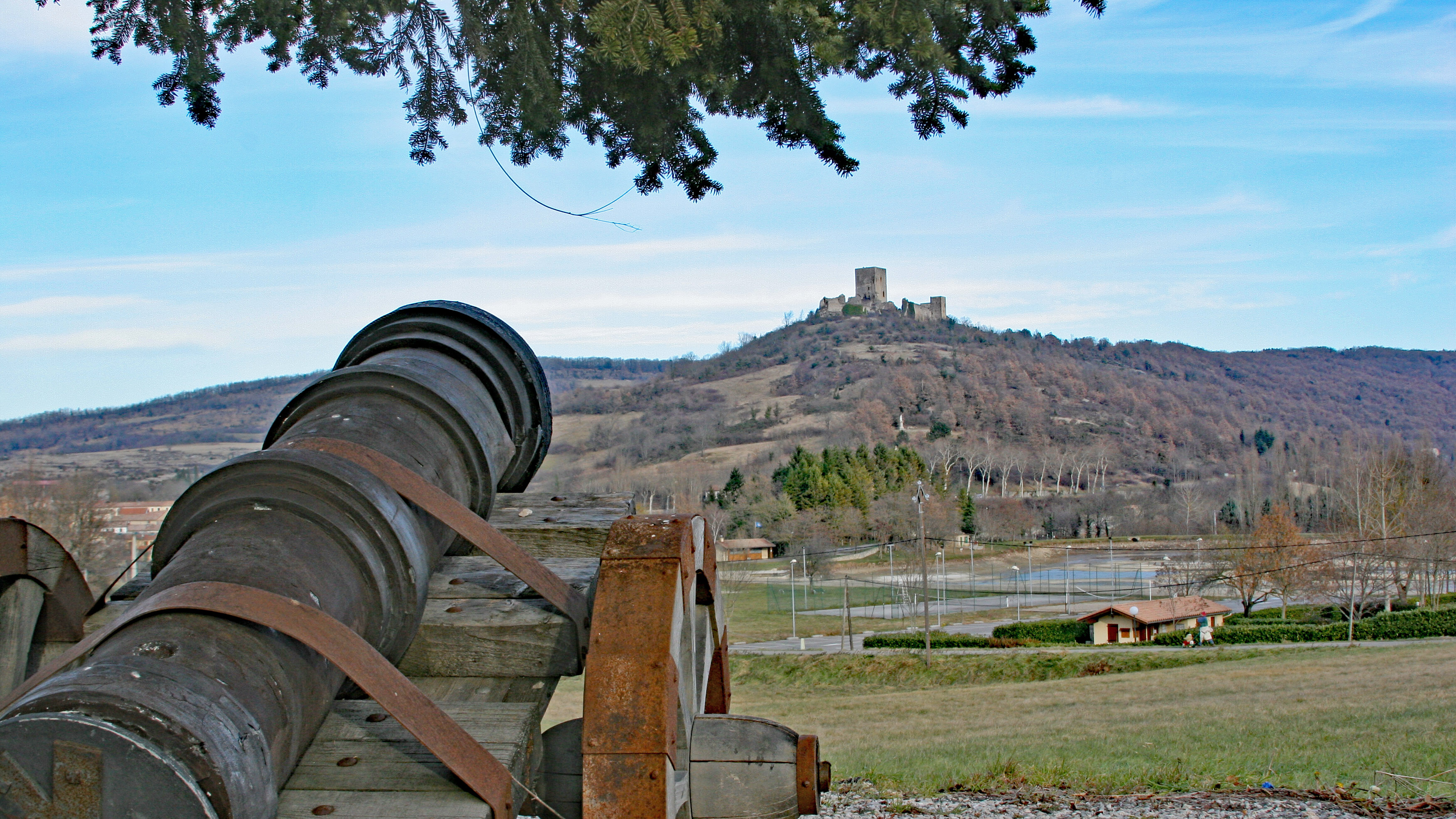
Bombarde

### Personnalités liées à la commune
- Lucien Maury (1915-1989), instituteur, chef du maquis de Picaussel

### Héraldique
| Blason de Puivert | Blason  | D'argent aux six mouchetures d'hermine ordonnées 3, 2 et 1. |
| Blason de Puivert | Détails | Le statut officiel du blason reste à déterminer.            |

### Films tournés à Puivert
- 1987 : La Passion Béatrice de Bertrand Tavernier
- 1999 : La Neuvième Porte (The Ninth Gate) de Roman Polanski

### Randonnée
Le sentier de grande randonnée 7 (sentier européen E4) passe par Puivert dans l'étape de Mirepoix à Andorre-la-Vieille.